# Дальневосточная лягушка
Дальневосточная лягушка, или корейская лягушка (лат. Rana dybowskii) — вид земноводных из семейства настоящих лягушек. Видовое латинское название дано в честь польского биолога Бенедикта Дыбовского (1833—1930).

## Описание

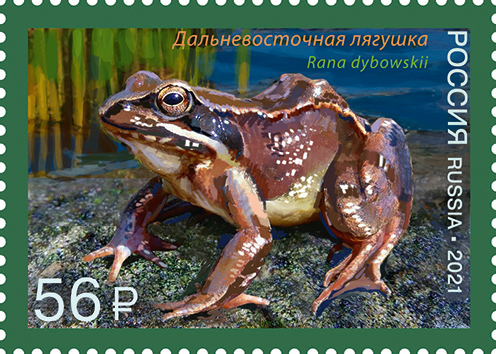
Почтовая марка. Серия «Фауна России». Лягушки — Дальневосточная лягушка

Общая длина достигает 4,5—7,5 см. Голова и тело достаточно широкие. Кожа почти гладкая с небольшими выступами вдоль спины. Самец имеет пару горловых мешков — резонаторов, используемых во время брачного сезона. Спина бурого цвета различных оттенков до светло-оливкового и голубого. Тёмные пятна расположены беспорядочно, но иногда спина без пятен. Вдоль спины может проходить нечетко отграниченная, прерывистая светлая полоса. Брюхо у самцов преимущественно белое с жёлто-зелеными тонами в паху, но может быть и пятнистым. У самок брюхо нередко желтовато-розового или оранжевого оттенка, часто с мраморным рисунком или пятнистостью. На голове имеется височное пятно.

## Ареал и места обитания
Распространена в Китае, Японии, на Корейском полуострове, в Приморском и Хабаровском крае, юго-восточной Якутии, на Сахалине и Курильских островах отсутствует.
Предпочитает кедрово-широколиственные и широколиственные леса, открытые болота, заросли кустарников по берегам озёр. Встречается на высоте до 900 метров над уровнем моря. Активна в сумерках или днем. При преследовании нередко убегает в воду.

## Биология
Питается насекомыми, прежде всего гусеницами, жуками и моллюсками. Реже поедает муравьёв, пауков, многоножек, прямокрылых.
Зимует в воде, обычно в быстрых реках и ручьях, нередко большими скоплениями.
Половая зрелость наступает в 1—3 года. Икрометание проходит с конца марта до середины мая, чаще в мелких водоёмах при средней скученности 2-3 особи на 1 м². Самка откладывает 300—4000 яиц, в среднем 1500—1600 яиц. Эмбриональное развитие продолжается 3—18 суток в зависимости от температуры воды. Развитие личинок длится 23—65 суток. Длина тела сеголеток сразу после метаморфоза составляет 12—21 мм.